# Roman Sjaronov
Roman Sergejevitsj Sjaronov (Russisch: Роман Сергеевич Шаронов) (Moskou, 8 september 1976) is een Russisch voetballer voormalig die als verdediger voor Roebin Kazan speelde.
Sjaronov zat in de selecties voor het Russisch voetbalelftal voor het Europees kampioenschap voetbal 2004 en 2012.

## Erelijst
Roebin Kazan
- Landskampioen van Rusland: 2

2008, 2009
- Russische voetbalbeker: 1

Winnaar: 2012
Finalist: 2009
- Russische Supercup: 2

2010, 2012
- GOS beker: 1

2010
2 Teslenko ·
4 Martynovitsj ·
5 Asjoermatov ·
6 Iwu ·
7 Ranđelović ·
8 Lisakovitsj ·
9 Lomovitski ·
11 Koeznetsov ·
15 Vujačić ·
18 Apsjatsev ·
19 Ivanov ·
20 Fameyeh ·
21 Zotov ·
22 Djoepin ·
23 Bezroekov ·
24 Čumić ·
25 Konovalov ·
26 Drezgić ·
27 Gritsajenko ·
30 Vada ·
31 Rybus ·
33 Rachmonalijev ·
44 Daku ·
50 Sjamov ·
51 Rozjkov ·
66 Janovitsj ·
70 Kaboetov ·
80 Sorokin ·
99 Ismagilov ·
Coach: Oetkoelbajev
1 Ovtsjinnikov ·
2 Radimov ·
3 Sytsjov ·
4 Smertin  ·
5 Karjaka ·
6 Semsjov ·
7 Izmailov ·
8 Goesev ·
9 Boelykin ·
10 Mostovoj ·
11 Kerzjakov ·
12 Malafejev ·
13 Sjaronov ·
14 Anjoekov ·
15 Alenitsjev ·
16 Jevsejev ·
17 Sennikov ·
18 Kirisjenko ·
19 Bystrov ·
20 Loskov ·
21 Boegajev ·
22 Aldonin ·
23 Akinfejev ·
Coach: Jartsev
1 Akinfejev ·
2 Anjoekov ·
3 Sjaronov ·
4 Ignasjevitsj ·
5 Zjirkov ·
6 Sjirokov ·
7 Denisov ·
8 Zyrjanov ·
9 Izmailov ·
10 Arsjavin  ·
11 Kerzjakov ·
12 Berezoetski ·
13 Sjoenin ·
14 Pavljoetsjenko ·
15 Kombarov ·
16 Malafejev ·
17 Dzagojev ·
18 Kokorin ·
19 Granat ·
20 Pogrebnjak ·
21 Nababkin ·
22 Gloesjakov ·
23 Semsjov ·
Coach: Advocaat